# José Agustín Ferreyra
José Agustín Ferreyra, conhecido como Negro Ferreyra (Buenos Aires, 28 de agosto de 1889 — Buenos Aires, 29 de janeiro de 1943) foi um ator e diretor de cinema que dirigiu vários filmes durante o início do cinema argentino. Seu gosto pela pintura o levou a se tornar, quando ainda era muito jovem, em um dos primeiros cenógrafos teatrais argentinos, o que por sua vez o levou ao cinema.
Ele começou no cinema mudo e continuou após a chegada dos filmes com som, e dirigiu filmes entre 1915 e 1941, na maioria das vezes com recursos financeiros e técnicos muito modestos, mas sempre mostrando uma grande paixão pelo que estava fazendo. Foi também compositor de tangos que, no geral, estavam ligados aos filmes que fazia.
Seus filmes eram marcados por um localismo estético e refletiam fundamentalmente os personagens e situações do subúrbio porteño, o que não o impediu de fazer alguns dos primeiros filmes de Libertad Lamarque com os quais começou uma fase de grande penetração do cinema argentino na América Latina.

## Primeiros anos
Ferreyra nasceu no bairro de Constitución em Buenos Aires em uma velha casa que seus pais alugavam aos padres de Vicente López. Seu pai Juan Ferreyra era de ascendência espanhola e teve diversos empregos, sempre de forma autônoma, alguns dos quais incluíam viagens ao interior e ao exterior e sua mãe Manuela Teresa del Corazón de Jesús Saavedra era negra. Durante o ensino primário, se destacou em desenho e pintura e também começou a aprender violino, mas o aprendizado fundamental para suas atividades futuras se deu nas ruas de seu bairro.
Na adolescência começou a frequentar o armazém e empório de bebidas localizado na esquina da Avenida Entre Ríos com a Avenida Garay em Buenos Aires já que seu amigo, o pintor Atilio Malinverno, era filho do dono. Como era um lugar frequentado por artistas, desde payadores a pintores e escritores, isso o colocou em contato com escritores como Enrique Banchs e artistas plásticos como Miguel Petrone, Ángel Domingo Vena, Ceferino Carnacini, entre outros. Ferreyra participava das conversas, ouvia as opiniões, intervia nas polêmicas e, em suma, adquiria novos conhecimentos dessa forma desordenada e direta.

## Começo como artista plástico
Começou a pintar naquela época e isso o levou em 1907 a se converter junto com Atilio Malinverno em um dos primeiros cenógrafos argentinos a trabalhar no Teatro Colón, permanecendo lá até 1910 sob a tutela do maestro Ferri, trazido pelo teatro de teatro Scala, em Milão. Deixou o Colón para cumprir o serviço militar obrigatório e ao finalizar-lo abriu com Malinverno uma oficina de cenografia que mantiveram aproximadamente até o final de 1914, quando Atilio Malinverno passou a dedicar-se inteiramente à pintura enquanto Ferreyra se dirigia ao cinema.

## Trabalho no cinema

### Seu começo
Ferreyra lia muito, embora de maneira desordenada, e assistia filmes; gostava especialmente de Chaplin, Ince, Griffith e do cinema sueco. Em 1915 houve um evento especial no cinema argentino com a estreia de Nobleza gaucha, um dos filmes de maior sucesso econômico e de público no país. No mesmo ano, Ferreyra — sem outra experiência que não fora a de espectador — estreou no cinema como ator e diretor com o filme Una noche de garufa (Las aventuras de Tito).
O filme não foi difundido e só teve uma exibição privada no Cine Colón na Plaza Lorea. Em 1916 dirigiu La isla misteriosa e La fuga de Raquel sem qualquer repercussão. No dia 9 de abril de 1917 estreou no cinema Real o filme El tango de la muerte com roteiro, direção e cenografia de Ferreyra e interpretado por María Reino, Margarita Piccini, Nelo Cosimi, Manuel Lamas y Pascual Demarco. O produtor do filme foi Gumersindo F. Ortiz, que era também proprietário dos estúdios de gravação.

### Chega o tango canção
Em 20 de abril de 1918 houve um acontecimento que marcou o início de uma nova fase do tango e que influenciaria não só a música como também o cinema e o teatro. Se trata da estreia no teatro Esmeralda (mais tarde chamado teatro Maipo) da sainete (uma ópera dramática jocosa de um ato) Los dientes del perro de José González Castillo e Alberto Weisbach, em cuja encenação o diretor da peça Elías Alippi incorporou a performance de Mi noche triste de Pascual Contursi e Samuel Castriota que, embora não fosse o primeiro tango canção, há consenso em considerar que devido à transcendência que teve a sua estreia deveria ser tomado como ponto de partida desta fase que mostraria a predominância absoluta de obras em cujas letras se contavam histórias.
Ferreyra não era estranho a esta corrente e foi assim que realizou vários filmes com os mesmos temas que apareceram nos tangos canção ou diretamente inspirados por eles, refletindo a paisagem cidadã e os dramas pessoais de seus habitantes. Assim Buenos Aires ciudad de ensueño (1922), Melenita de oro (1923) com o tango de José Bohr, La maleva (1923), com o tango do violinista Antonio Buglione e Mientras Buenos Aires duerme (1924) em que participava como extra o bandoneonista Anselmo Aieta.
Em 19 de maio de 1925 estreou no cine Metropol Mi último tango com direção de Ferreyra e atuação de Nora Montalbán, Percival Murray, Elena Guido, Rafael de los Llanos e Julio Donadille. No dia 13 de outubro do mesmo ano foi exibido nos cinemas Alvear, Gaumont, Paramount e Select Lavalle o filme El organito de la tarde, com enredo de José González Castillo e Cátulo Castillo e atuação de María Turgenova, esposa de Ferreyra, no papel de Esthercita; Julio Donadille, Mecha Cobos, Arturo Forte, Lilita Llopis e Alvaro Escobar. Foi produzido por Colon Film de Luis e Vicente Scaglione.
O filme Calles de Buenos Aires foi filmado por Ferreyra inteiramente nos arredores da cidade com atuação de Guillermo Casali, Nelly Ayllon, Leonor Fernández, Enrique Maza, Mario Soffici e Miguel Gómez Bao e inclui diversas canções, algumas a cargo da orquestra de jazz de Rudy Ayala.
Em 1926 dirigiu La costurerita que dio aquel mal paso com o conhecido soneto homônimo de Evaristo Carriego.

### Começa o cinema com som
Por iniciativa de Federico Valle, um incentivador do cinema argentino, Ferreyra realizou em 1930 as filmagens de El cantar del gaucho. O filme foi pensado e feito como mudo mas uma vez terminado foi feita uma precária sonorização sincronizada, sem diálogos porém limitada a um acompanhamento musical no qual María Turgenova cantava um tango. Em seguida, nesse mesmo ano, filmou El cantar de mi ciudad, este já pensado com um acompanhamento musical, que estreou um mês antes do anterior. Os dois filmes tinham graves falhas técnicas e no ano seguinte filmou Muñequitas porteñas que inclui o tango "Muñequita" de Adolfo Carlos Herschel e Francisco Lomuto que foi o primeiro longa filmado na Argentina totalmente sonorizado pelo sistema Vitaphone.
Em 1934 filmou Mañana es domingo onde se destacou o ator José Gola, classificado pelo crítico de cinema Domingo Di Núbila como a primeira "interpretação essencialmente cinematográfica" do cinema argentino. Depois vieram Puente Alsina (1935) com atuação de José Gola e Ayúdame a vivir (1936) com Libertad Lamarque atuando e cantando em "uma espécie de ópera de tango, uma forma peculiar de romance onde os picos emocionais levarão a exaltações líricas".
Sobre este filme, foi dito que "a inovação introduzida de acordo com a ideia de Lamarque — prosseguir o diálogo com um tango diegético e de um drama catártico — foi uma inovação inesperada e consagrou-a em todas as Américas. Ninguém teria pensado que, dos modestos estúdios S.I.D.E. sairia o primeiro filme argentino capaz de competir no mercado cinematográfico latino-americano com os Estados Unidos." e com referência a este filme escreveu o crítico Calki sobre o diretor: "Nesse ponto foi inovador; encontrou uma receita que mais tarde seria explorada por Hollywood em tantas comédias musicais, cortar um diálogo, em plena situação romântica ou dramática e transformá-lo em uma canção; no nosso caso um tango".
Di Núbila disse que o episódio pessoal vivido nessa época por Libertad Lamarque pode ter contribuído para a identificação do público com a protagonista: "outras vantagens que contribuíram para o sucesso fenomenal foram o seu desenvolvimento ágil em cenas curtas, bastante ação no seguimento com viagens, abundância de elementos exteriores, algumas decorações de amplitude incomum e, em geral, uma diversidade visual habilmente planejada a partir de um ambiente de classe média alta que ainda era novo nas telas do cinema nacional."
O som do filme significou uma melhora considerável em relação aos anteriores porque foi feito com o sistema Sidefon, desenvolvido e operado por Alfredo e Fernando Murúa, e assim se anunciava nos créditos do filme com "Sincronização musical com orquestra de 50 professores e coro feminino de 20 vozes sob a direção de Vázquez Vigo". Libertad Lamarque foi declarada a "Estrela Máxima da América Latina" e para ter ideia da repercussão do filme em alguns países diz-se que em Cuba a expressão "Ayúdame a vivir" foi incorporada à linguagem popular a tal ponto que durante muito tempo foi usada como sinônimo de uma xícara de café com leite.
No ano seguinte, Ferreyra filma Muchachos de la ciudad em que a orquestra de Elvino Vardaro se apresenta acompanhando Herminia Franco cantando Así es el tango e Carlos Dante interpretando o tango Ciudad. Depois voltou a filmar com Libertad Lamarque os filmes Besos brujos (1937) e La ley que olvidaron (1937). Embora Besos brujos seja baseado em uma história de Enrique García Velloso, este escritor repudiou o filme em uma carta pública, considerando que ele distorcia a história artisticamente e literariamente tanto na linguagem quanto na ação. O filme é sobre uma cancionista sequestrada na floresta por um fazendeiro apaixonado que depois renuncia suas pretensões quando percebe que o amor dela pertence a um namorado que vai libertá-la e é mordido por uma víbora venenosa; foi feito com perfeição por Ferreyra procurando o brilho de Lamarque, que de novo acompanhou Delbene como galã. O roteiro de La ley que olvidaron é de José González Castillo, um escritor com reconhecidas inquietudes sociais, sobre uma empregada doméstica que recebe uma criança para proteger a honra de sua mãe, uma moça abastada, e depois lhe tiram-no. Os dois filmes foram "campeões de bilheteria".
Depois veio Sol de primavera, seu último roteiro original, um filme mais romântico do que folhetinesco, com avanços no som, sobre dois irmãos que buscam sua irmã adotiva. Seguiu com La que no perdonó (1938), o filme melhor filmado por Ferreyra, mas feito baseado em um livro de Hugo Wast cujo espírito do século XIX colidiu com o da época em que foi filmado e que contou com um trabalho notável da atriz Elsa O'Connor. Neste ponto, o diretor se desvinculou da produtora SIDE, então os quatro filmes restantes foram feitos à margem da estrutura industrial. Os três primeiros foram protagonizados por Elena Lucena que havia popularizado no rádio o personagem Chimbela, uma moça de bairro simples e faladora e mostram uma grande fragilidade narrativa. No primeiro o personagem, que dá seu nome ao filme rodado em 1939, se apaixona por um fugitivo acusado de homicídio a quem ela protege. Contém os elementos clássicos de bairro: o cortiço, a venda de cigarros, a moça com mais dinheiro do que o resto, o galã e os comentários do bairro. O seguinte foi El ángel de trapo (1940) sobre uma jovem adotada por um diretor de orquestra que é filha de um milionário, que se adicionam às deficiências da trama "diálogos atrozmente frágeis" e o terceiro Pájaros sin nido (1940), modesta produção da qual o crítico Roland destacou sua simplicidade, humildade e ânsia de sinceridade, enquanto Calki o qualificou como "folhetim caseiro". O último filme de Ferreyra, rodado quando já estava doente, foi La mujer y la selva (1941), ambientado no chaco argentino, que trata do dono de um quebracho que sequestra a cancionista pela qual se apaixonou e que o fez perder uma fortuna para finalizar seus namorados. Os únicos méritos que a crítica encontrou foram as filmagens retratando a vida nos obrajes (pequenas indústrias de produtos têxteis).

## Falecimento
José Agustín Ferreyra morreu de câncer de laringe em Buenos Aires no dia 29 de janeiro de 1943. Em 1924 havia se casado com María Turgenova e permaneceram casados durante sete anos.

## Filmografia
Como diretor
- La mujer y la selva (1941)
- Pájaros sin nido (1940)
- El ángel de trapo (1940)
- Chimbela (1939)
- La que no perdonó (1938)
- La ley que olvidaron (1938)
- Besos brujos (1937)
- Muchachos de la ciudad (1937)
- Sol de primavera (1937)
- Ayúdame a vivir (1936)
- Puente Alsina (1935)
- Mañana es domingo (1934)
- Calles de Buenos Aires (1934)
- Rapsodia gaucha (1932)
- Muñequitas porteñas (1931)
- La canción del gaucho (1930)
- El cantar de mi ciudad (1930)
- Perdón, viejita (1927)
- Muchachita de Chiclana (1926)
- La costurerita que dio aquel mal paso (1926)
- La vuelta al bulín (1926)
- Mi último tango (1925)
- El organito de la tarde (1925)
- El arriero de Yacanto (1924)
- Mientras Buenos Aires duerme (1924)
- Odio serrano (1924)
- La leyenda del Puente Inca (1923)
- Melenita de oro (1923)
- Corazón de criolla (1923)
- La maleva (1923)
- La chica de la calle Florida (1922)
- La muchacha del arrabal (1922)
- Buenos Aires, ciudad de ensueño (1922)
- La gaucha (1921)
- Palomas rubias (1920)
- De vuelta al pago (1919)
- Campo ajuera (1919)
- El tango de la muerte (1917)
- Venganza gaucha (1917)
- La fuga de Raquel (1916)
- La isla misteriosa (1916)
- Una noche de garufa (1915)

Como roteirista
- Pájaros sin nido (1940)
- La que no perdonó (1938)
- Besos brujos (1937)
- Muchachos de la ciudad (1937)
- Sol de primavera (1937)
- Ayúdame a vivir (1936)
- Puente Alsina (1935)
- Mañana es domingo (1934)
- Calles de Buenos Aires (1934)
- Rapsodia gaucha (1932)
- Muñequitas porteñas (1931)
- La canción del gaucho (1930)
- El cantar de mi ciudad (1930)
- Perdón, viejita (1927)
- Muchachita de Chiclana (1926)
- La vuelta al bulín (1926)
- Mi último tango (1925)
- El organito de la tarde (1925)
- El arriero de Yacanto (1924)
- Mientras Buenos Aires duerme (1924)
- Odio serrano (1924)
- La leyenda del Puente Inca (1923)
- Melenita de oro (1923)
- Corazón de criolla (1923)
- La maleva (1923)
- La chica de la calle Florida (1922)
- La muchacha del arrabal (1922)
- Buenos Aires, ciudad de ensueño (1922)
- La gaucha (1921)
- Palomas rubias (1920)
- De vuelta al pago (1919)
- Campo ajuera (1919)
- El tango de la muerte (1917)
- Venganza gaucha (1917)
- La fuga de Raquel (1916)
- Una noche de garufa (1915)

Cenografia
- La costurerita que dio aquel mal paso (1926)
- Buenos Aires, ciudad de ensueño (1922)
- La gaucha (1921)
- Palomas rubias (1920)
- De vuelta al pago (1919)
- Campo ajuera (1919)
- El tango de la muerte (1917)
- Venganza gaucha (1917)
- La fuga de Raquel (1916)
- Una noche de garufa (1915)

Como produtor
- Calles de Buenos Aires (1934)
- Muchachita de Chiclana (1926)
- Mientras Buenos Aires duerme (1924)
- La gaucha (1921)

Compositor da trilha sonora
- Calles de Buenos Aires (1934)

Como ator
- Una noche de garufa (1915)